# Rubidiumchlorid
Rubidiumchlorid ist eine weiße, kristalline Verbindung aus den Elementen Rubidium und Chlor mit der Formel RbCl. Sie ist im Handel auch als feines Pulver erhältlich. Rubidiumchlorid kristallisiert im kubischen Natriumchlorid-Strukturtyp.

## Gewinnung und Darstellung
Rubidiumchlorid kann durch Neutralisation von wässriger Rubidiumhydroxid-Lösung durch Salzsäure gewonnen werden:
{\displaystyle \mathrm {RbOH_{(aq)}+HCl_{(aq)}\longrightarrow RbCl_{(aq)}+H_{2}O} }

## Eigenschaften
Rubidiumchlorid ist hygroskopisch. Der Schmelzpunkt liegt bei 718 °C. Der Brechungsindex der Kristalle beträgt nD = 1.4936, der Gitterparameter a = 658,1 pm, in der Elementarzelle befinden sich vier Formeleinheiten.
Die Wasserlöslichkeit nimmt mit steigender Temperatur zu. Die Löslichkeit in Aceton beträgt 0,0021 g/kg bei 18 °C, sowie 0,0024 g/kg bei 37 °C. Die Löslichkeit in verschiedenen Alkoholen ist in der Tabelle angegeben.
| Löslichkeit von RbCl in verschiedenen Alkoholen (angegeben in g/l bei 25 °C) |       |
| Methanol                                                                     | 14,1  |
| Ethanol                                                                      | 0,78  |
| n-Propanol                                                                   | 0,15  |
| Amylalkohol                                                                  | 0,025 |

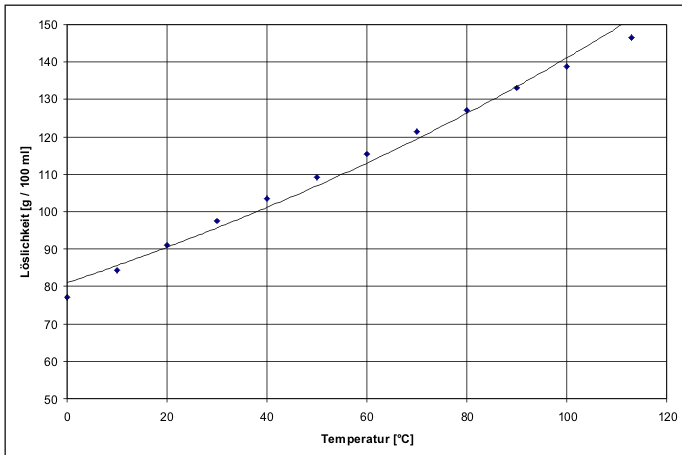
Löslichkeitsdiagramm von Rubidiumchlorid in Wasser

Die Standardbildungsenthalpie von Rubidiumchlorid beträgt ΔfH0298 = −430,86 kJ·mol−1, die Freie Standardbildungsenthalpie ΔG0298 = −405,3 kJ·mol−1.
Rubidiumchlorid bildet mit verschiedenen Metallchloriden gut kristallisierende Doppelsalze.

## Verwendung
82Rb-Rubidiumchlorid wird als Tracer zur Myokardszintigrafie verwendet. Eine mögliche Verwendung von Rubidiumchlorid als Antidepressivum wurde untersucht.
Rubidiumchlorid eignet sich als biologischer Tracer und wurde zum Beispiel zur Untersuchung des Fressverhaltens von Termiten und Grashüpfern verwendet.
In der Biochemie wird es zur Erzeugung kompetenter Zellen mit der danach benannten Rubidiumchlorid-Methode verwendet.